# Budynek VIII Liceum Ogólnokształcącego w Katowicach
Budynek VIII Liceum Ogólnokształcącego im. Marii Skłodowskiej-Curie z Oddziałami Dwujęzycznymi w Katowicach – budynek szkolny w Katowicach, znajdujący się przy ulicy 3 Maja 42 (róg z ulicą J. Słowackiego 35), na obszarze dzielnicy Śródmieście.
Został wzniesiony w latach 1872–1873 i rozbudowany w 1908 roku, w stylach neorenesansu i modernizmu. Powstał dla potrzeb Gimnazjum Miejskiego w Katowicach (późniejszego III Liceum Ogólnokształcącego im. Adama Mickiewicza w Katowicach), a od 1901 roku siedzibę miała tutaj szkoła żeńska (późniejsze VIII Liceum Ogólnokształcące im. Marii Skłodowskiej-Curie w Katowicach).

## Położenie
Budynek VIII Liceum Ogólnokształcącego położony jest w narożniku ulic 3 Maja 42 i J. Słowackiego 35 w Katowicach, na terenie dzielnicy Śródmieście. 
Znajduje się w bloku zabudowy śródmiejskiej pomiędzy placem Wolności, ulicą 3 Maja, ulicą J. Słowackiego i ulicą J. Matejki, w niedomkniętej od zachodniej strony pierzei ulicy 3 Maja – na zachód od luki w zabudowie znajduje się pawilon z lat 60. XX wieku.
W pobliżu gmachu szkoły, przy ulicy 3 Maja znajduje się przystanek tramwajowy Katowice Plac Wolności oraz stacja Metroroweru nr 27660.

## Historia

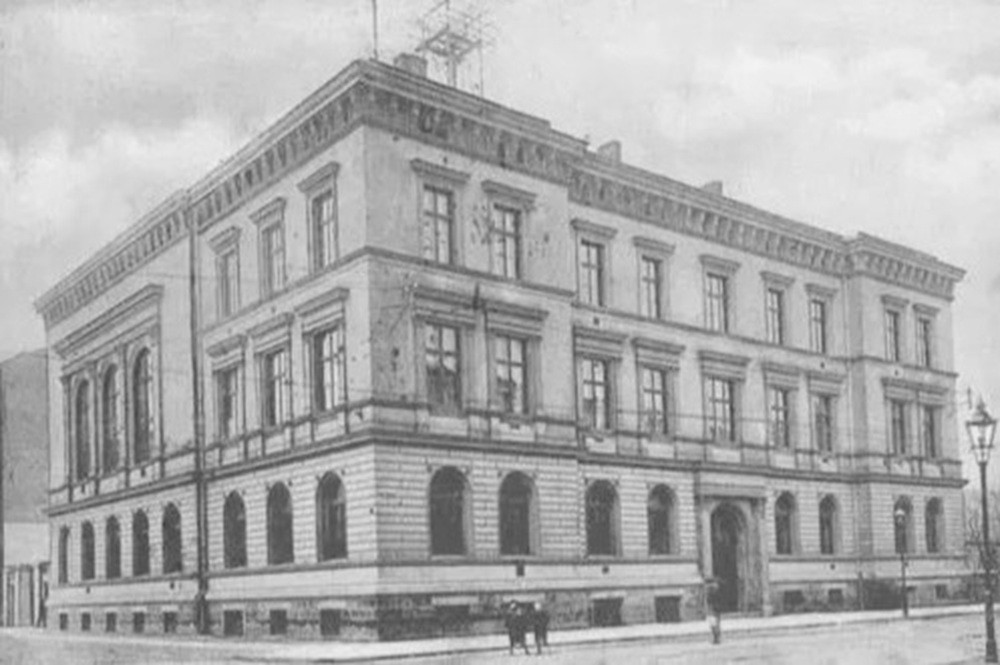
Gmach szkoły żeńskiej na wydanej wydanej przed 1905 rokiem, przed rozbudową o modernistyczne skrzydło

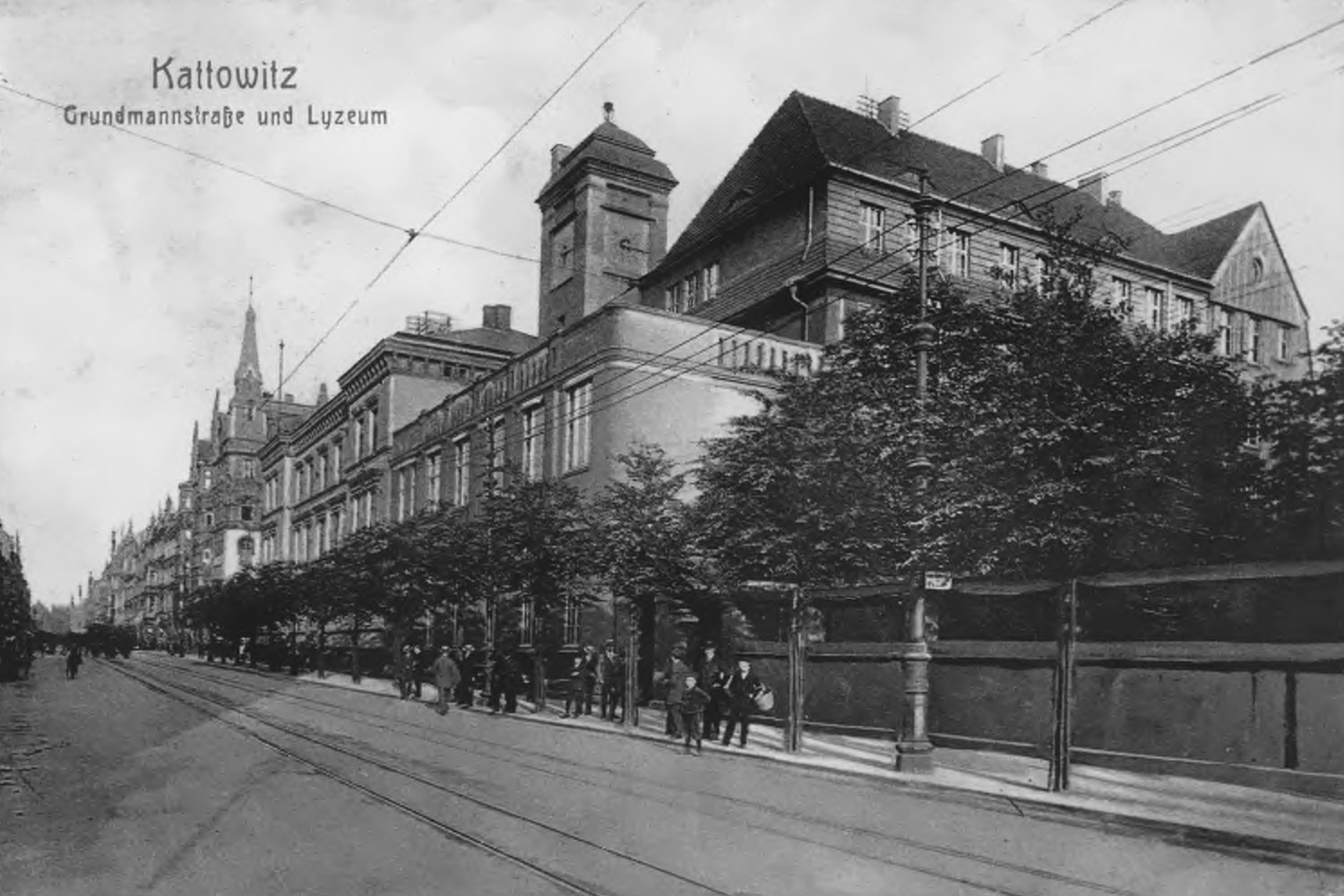
Gmach szkoły żeńskiej około 1915 roku, widziany od strony późniejszego placu Wolności w Katowicach

Gmach VIII Liceum Ogólnokształcącego powstał pierwotnie dla potrzeb Gimnazjum Miejskiego w Katowicach – późniejszego III Liceum Ogólnokształcącego im. Adama Mickiewicza w Katowicach, uroczyście otwartego 9 października 1871 roku, z siedzibą przy obecnej ulicy Młyńskiej.
Na mocy umowy z 14 września 1871 roku miasto Katowice nabyło od Waleski von Tiele-Winkler za sumę 50 talarów teren pod budowę nowej siedziby gimnazjum. Zgodę na budowę gmachu szkolnego wydało w 1872 roku Królewskie Prowincjonalne Kolegium Szkolne we Wrocławiu. Wybrano projekt gmachu już istniejącego jako gimnazjum – zakupiono projekt budynku z Jawora autorstwa Gestewitza z Wrocławia.
Budynek szkoły wzniesiono w latach 1872–1873. Pierwsze zajęcia odbyły się 17 stycznia 1874 roku, a po ukończeniu i wyposażeniu auli dokonano oficjalnego i uroczystego otwarcia gmachu, które odbyło się 22 marca 1875 roku.
Obszar na którym została wzniesiona siedziba Gimnazjum Miejskiego w Katowicach był podmokły, dlatego też wokół niej wybudowano kanał odwadniający, a teren przy szkole wybrukowano drewnianą kostką, która miała tłumić hałas pojazdów konnych.
Wraz ze wzrostem liczby uczniów zaszła potrzeba budowy dla katowickiego gimnazjum nowego gmachu szkolnego, który został wzniesiony w latach 1898–1900 przy obecnej ulicy A. Mickiewicza. Powstał budynek w stylu neogotyckim, z palonej czerwonej cegły. Uroczystość przeniesienia gimnazjum do nowego gmachu odbyła się 9 października 1900 roku. W dotychczasowym gmachu w 1901 roku ulokowano szkołę żeńską, którą w tym czasie przekształcono w liceum – późniejsze VIII Liceum Ogólnokształcące im. Marii Skłodowskiej-Curie w Katowicach.
W 1908 roku gmach rozbudowano, a w 1922 roku powołano w nim polskie Miejskie Gimnazjum Żeńskie. Otrzymało ono pomieszczenia w starszej części budynku przy ulicy 3 Maja, z osobnym wejściem, a na korytarzach zamontowano kraty oddzielające niemieckie liceum od polskiego. Po 1935 roku nadbudowano o dodatkową kondygnację zachodnią część budynku od strony ulicy 3 Maja.
W 1948 roku w budynku utworzono szkołę ogólnokształcącą stopnia podstawowego i licealnego Towarzystwa Przyjaciół Dzieci nr 2. Szkoła ta w 1955 roku stała się samodzielnym Liceum Ogólnokształcącym im. Wilhelma Piecka, w 1965 roku nadano jej numer „VIII”, a od 12 grudnia 1994 roku nosi imię Marii Skłodowskiej-Curie.
W latach 2021–2022 roku przeprowadzono termomodernizację gmachu szkoły. Pracę objęły m.in. renowację elewacji zewnętrznej, remont wieży wraz z wymianą pokrycia dachowego czy wymianę nawierzchni na terenie dziedzińca wraz z umieszczeniem tam elementów małej architektury.

## Architektura

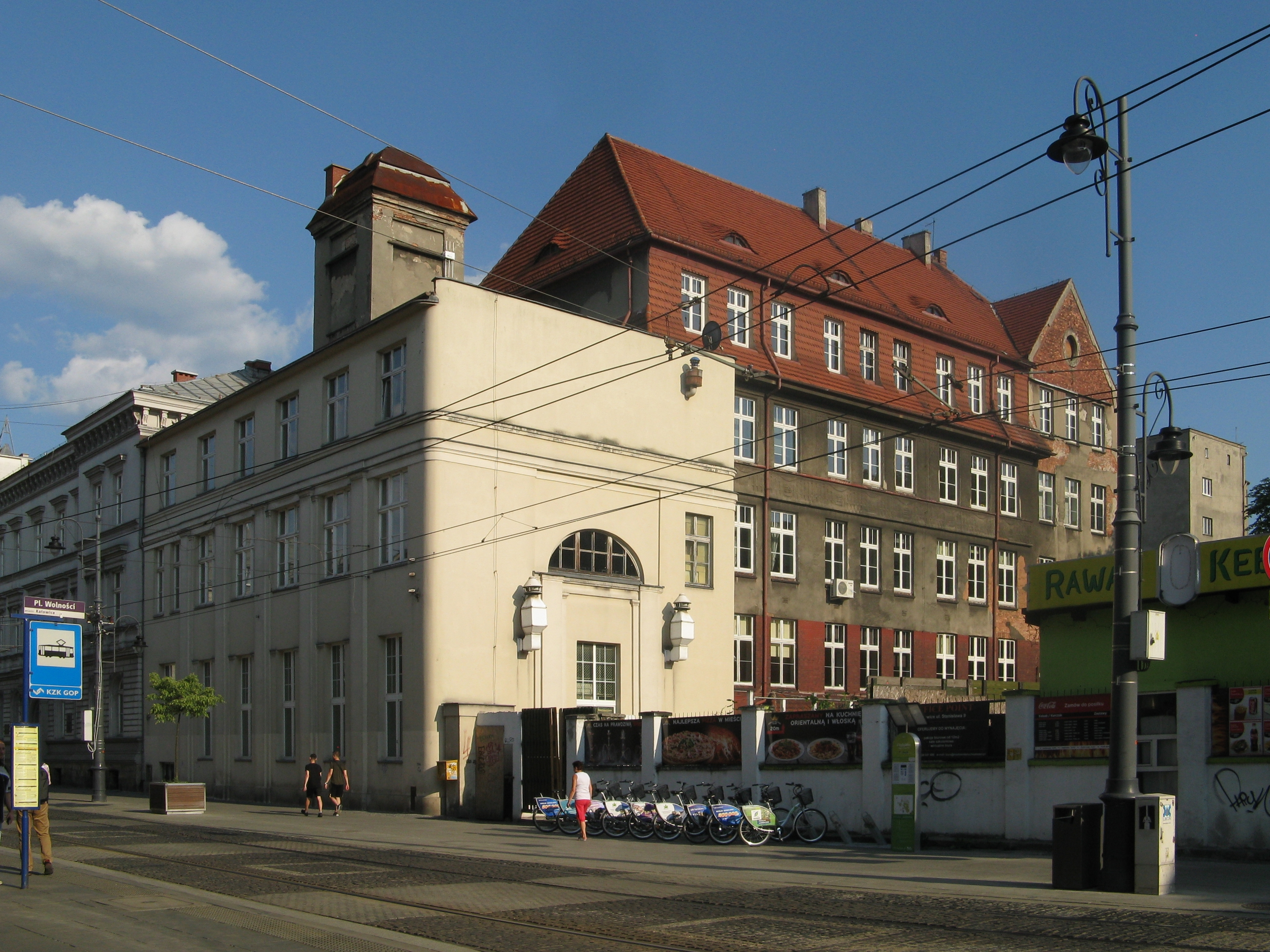
Siedziba szkoły od strony północno-zachodniej; widok na nowszą nowszą, modernistyczną część budynku (2018)

Jest to obiekt murowany z cegły i tynkowany. Powierzchnia użytkowa gmachu wynosi 3 871 m², a powierzchnia zabudowy 1 382 m². Liczy łącznie 3-5 kondygnacji nadziemnych i 1 podziemną. Składa się z dwóch części: starszej z lat 1872–1873 i nowszej z 1908 roku, a architektonicznie reprezentuje cechy stylu neorenesansu i modernizmu (bądź neoklasycyzmu).
Starsza, wschodnia część budynku to gmach trójkondygnacyjny z podpiwniczeniem, wzniesiony nas planie litery „L”, zwieńczony czterospadowym dachem. Fasada tej części szkoły, ciągnącą się wzdłuż ulicy 3 Maja, podzielona jest na trzy części. Dwie skrajne, w których ujęte są po dwie osie okien, tworzą ryzality, natomiast w środkowej znajduje się wejście do gmachu. Elewacja od strony ulicy J. Słowackiego jest niesymetryczna – od strony południowej znajdują się na niej trzy wielkie okna auli na wysokości dwóch kondygnacji. 
W przyziemiu starszą część gmachu okala cokół z piaskowca, parter jest boniowany, a znajdujące się tam okna zwieńczone są łukiem pełnym. Na wyższych piętrach otwory okienne zwieńczone są naczółkami. Poszczególne kondygnacje oddzielone są od siebie gzymsem.
Starsza część gmachu obejmuje aulę, salę gimnastyczną, 20 sal lekcyjnych, gabinet lekarski oraz mieszkanie dla woźnego. Aula posiada drewniany sufit i gzymsy. Znajdowały się tam portrety cesarza Wilhelma I oraz jego syna, a także popiersia Goethego i Schillera. Zachowały się natomiast malowane herby: Śląska, Katowic, Królestwa Prus i Cesarstwa Niemieckiego.
Nowsza, zachodnia część gmachu to wielobryłowy obiekt składający się z trójkondygnacyjnej części od strony ulicy 3 Maja, pięciokondygnacyjnej bryły wewnętrznej i górującej nad nimi wieży o wysokości 27,3 m – pierwotnie była to wieża zegarowa.  
Obydwie części gmachu mają osobne wejścia i własne klatki schodowe. Połączone są przejściami. 
Gmach wpisany jest do gminnej ewidencji zabytków miasta Katowice.

Detale i wnętrza  gmachu VIII Liceum Ogólnokształcącego im. M. Skłodowskiej-Curie w Katowicach
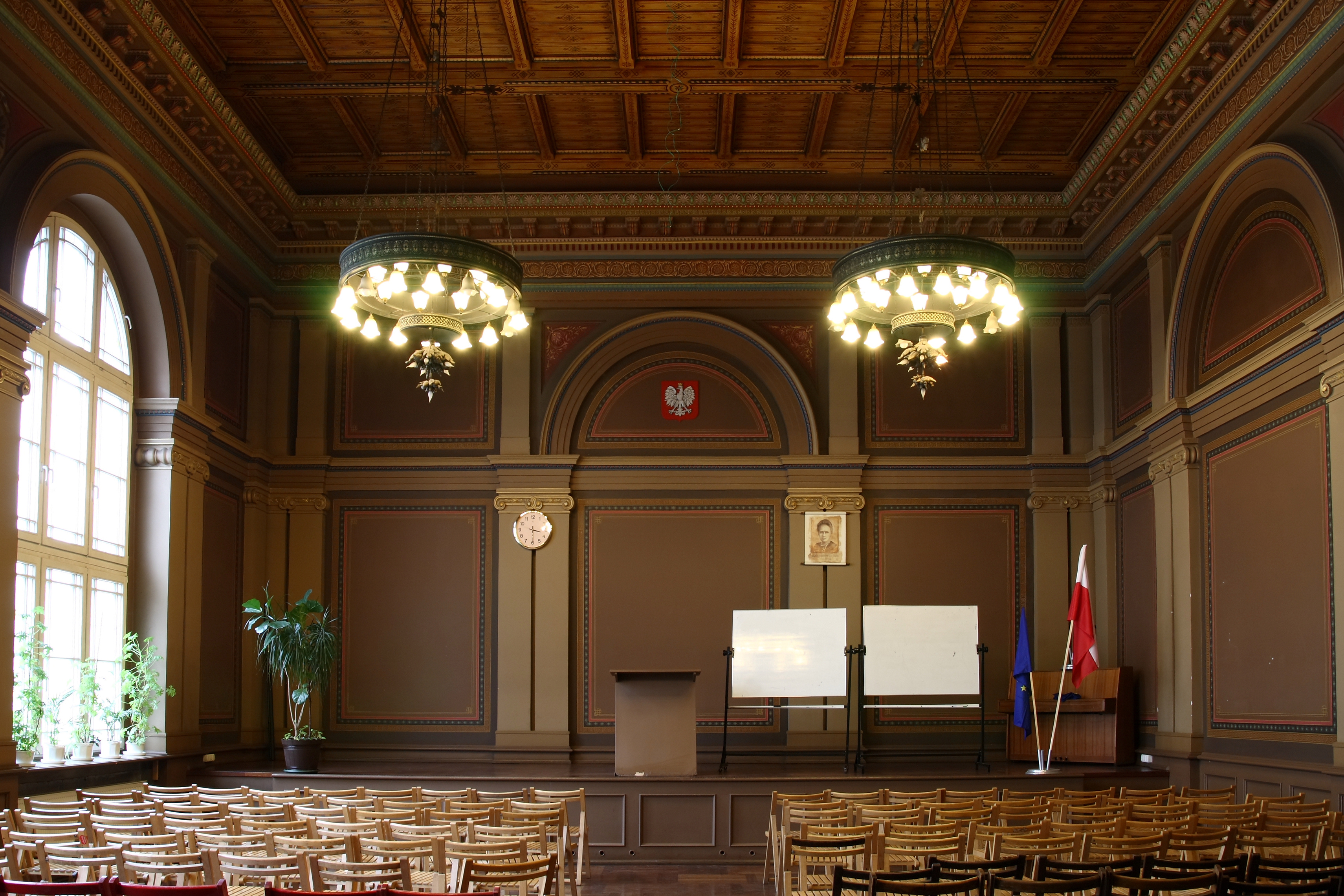
Aula od strony północnej (2008)
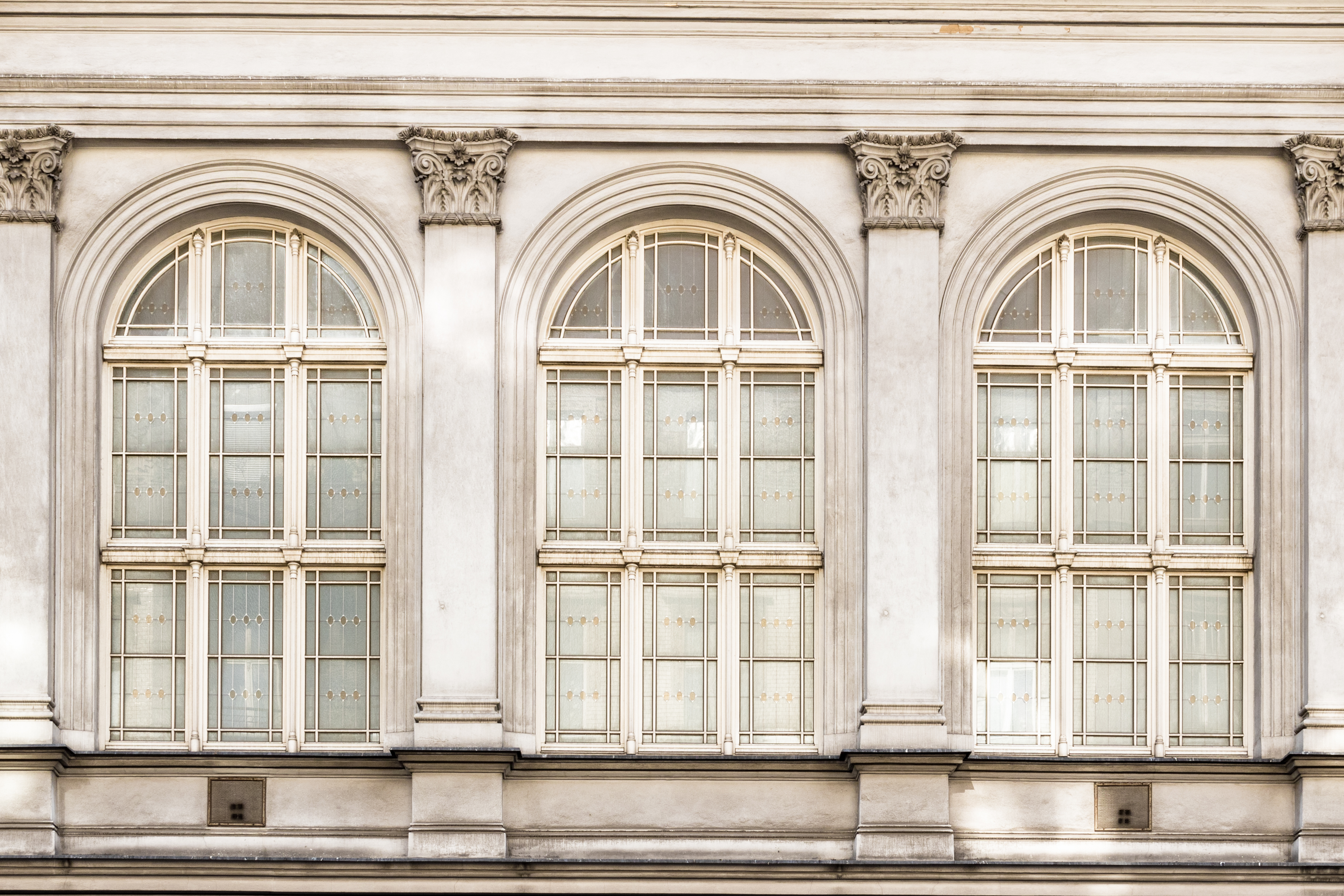
Okna zewnętrzne auli gmachu liceum, widziane od strony wschodniej (2008)
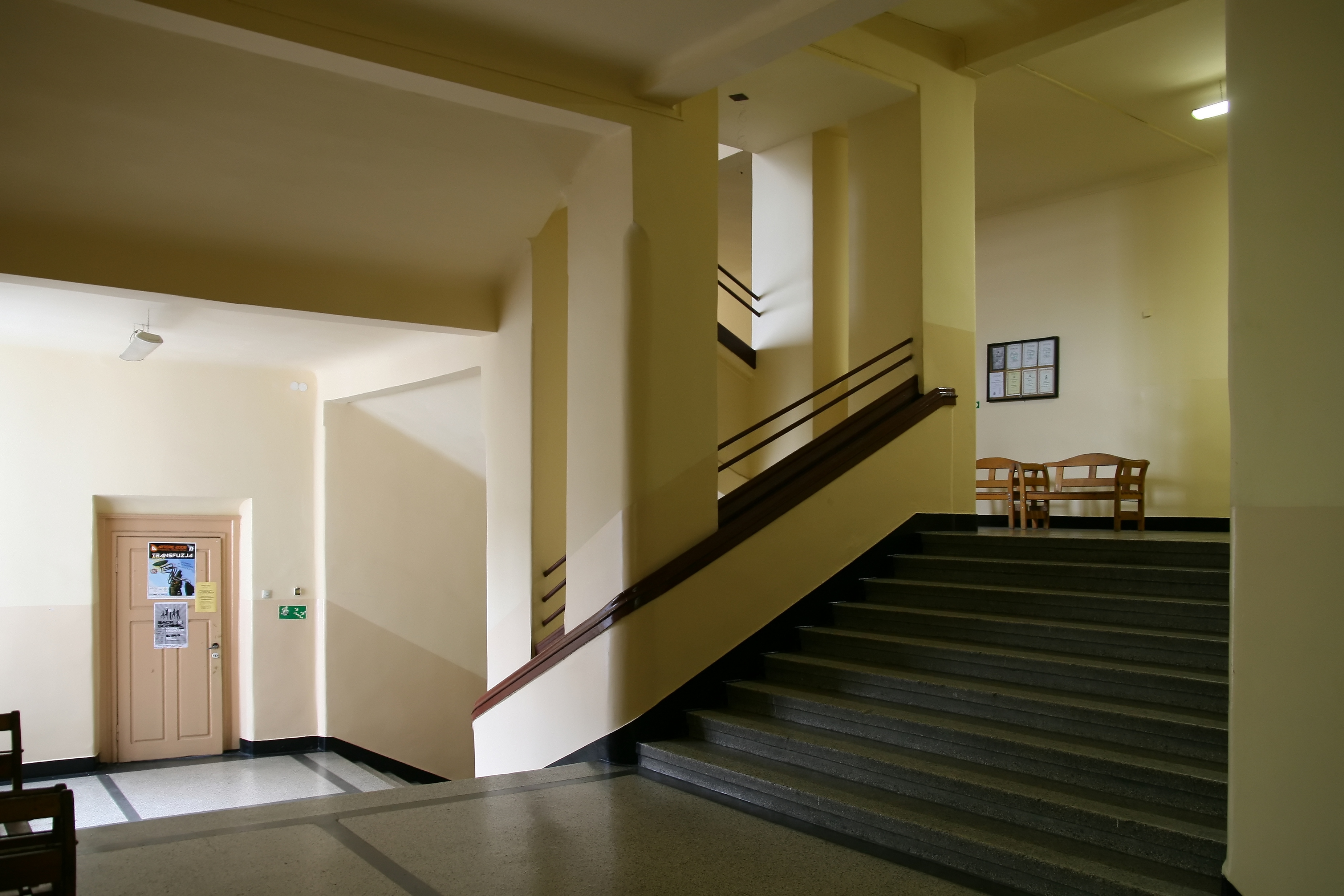
Korytarze w nowszej części gmachu liceum (2008)

## Miejsca pamięci

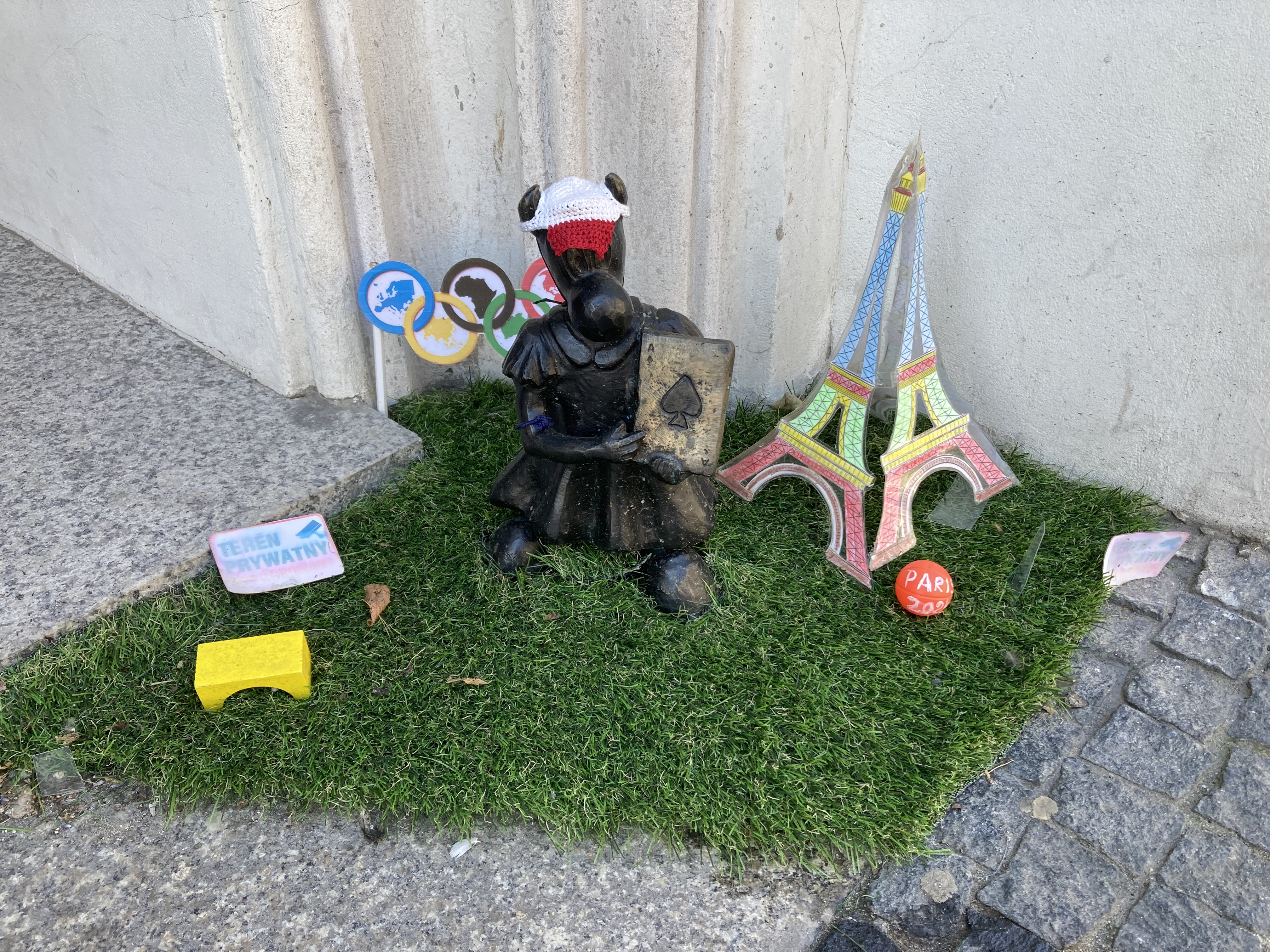
Beboczka Ludolfina w stroju z okazji Igrzysk Olimpijskich 2024

W gmachu, zarówno na zewnątrz, jak i w środku, znajdują się następujące miejsca pamięci:
- Tablica pamiątkowa upamiętniająca Sławomira Skrzypka[2],
- Tablica pamiątkowa upamiętniająca Ewę Faryaszewską, poległą w sierpniu 1944 roku w powstaniu warszawskim[2],
- Tablica pamiątkowa upamiętniająca Olgę Kamińską-Prokop[2],
- Tablica pamiątkowa upamiętniająca fizyka i nauczyciela Waldemara Zilingera[2],
- Tablica pamiątkowa upamiętniająca nauczycielkę chemii Janinę Klatt, zamordowaną 29 marca 1943 roku w KL Auschwitz[2],
- Tablica pamiątkowa upamiętniająca żołnierzy Polskich Sił Zbrojnych na Zachodzie, którzy w latach 1944–1945 u boku żołnierzy brytyjskich walczyli o Monte Cassino, Ankonę i Bolonię[2].

Dodatkowo, przed wejściem do szkoły znajduje się figurka beboczki o imieniu Ludolfina, odsłonięta 17 czerwca 2024 roku.